# Berserk male syndrome

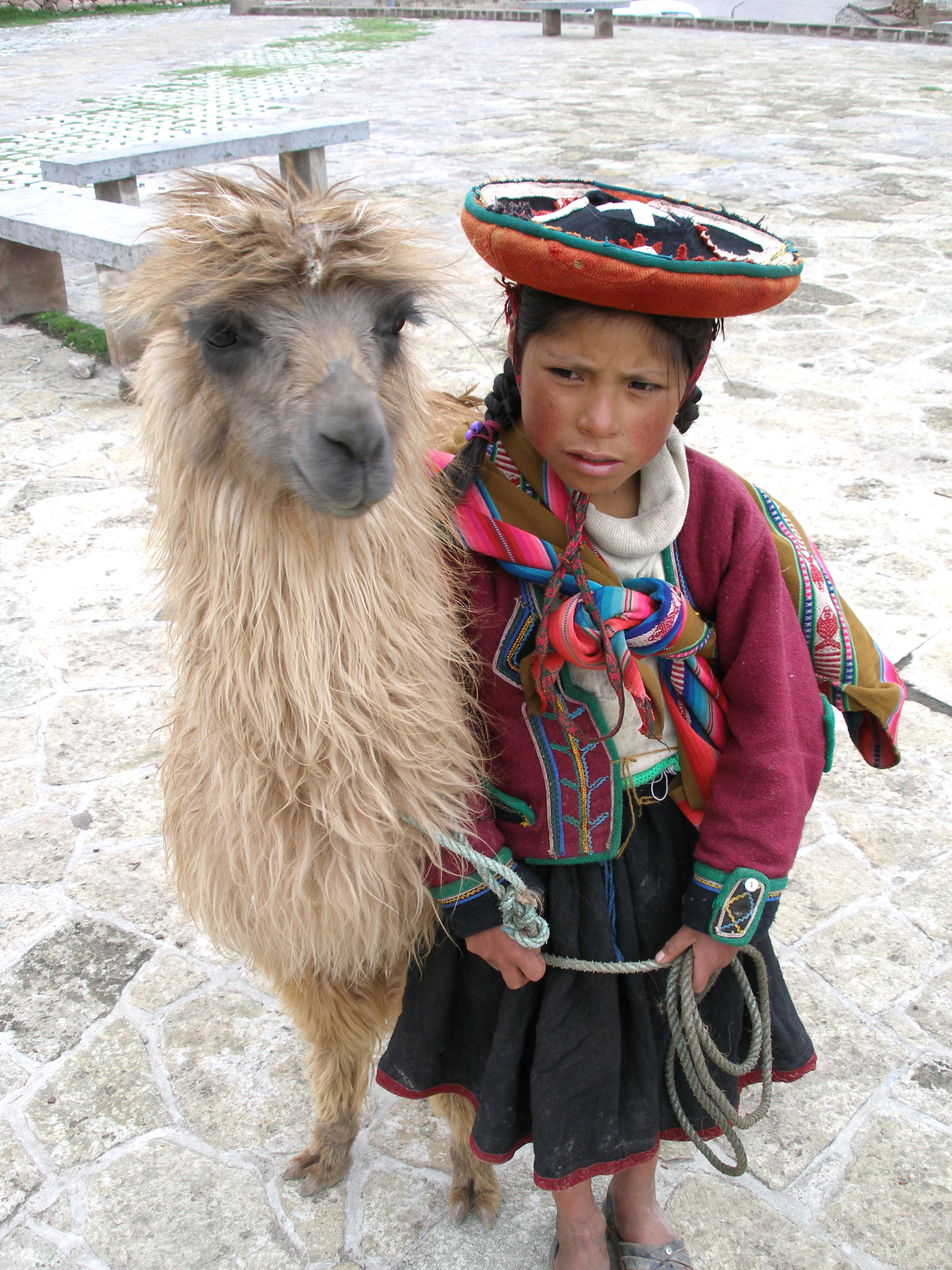
Lama und Mensch

Berserk male syndrome (BMS), auch berserk llama syndrome bezeichnet ein besonders aggressives Verhalten einiger junger, meist männlicher Lamas und Alpakas gegenüber Menschen infolge einer Fehlprägung. Das Syndrom tritt mit dem Eintritt der Geschlechtsreife auf.
Der Begriff wurde 1980/1981 von dem Lamazüchter Paul Taylor eingeführt, der es als Folgeerscheinung einer Reihe von untypischen Interaktionen der Tiere mit Menschen beschrieb, wenn die Lamas etwa mit der Flasche aufgezogen werden oder Menschen mit den Jungtieren „schmusen“ und das Tier nicht auf Abstand halten, was zunächst zu einer fehlenden Fluchtdistanz der Herdentiere gegenüber Menschen führen kann.
Mit zunehmender Geschlechtsreife kann diese Prägung auf den Menschen zu aggressivem und für den Menschen gefährlichem Dominanzverhalten führen. Ein Aufsatz von 2014 schlägt als Alternativbezeichnung für das Syndrom aberrant behavior syndrome oder sogar novice handling syndrome (deutsch etwa „Anfänger-Handhabungs-Syndrom“) vor, um deutlich zu machen, dass die Verhaltensstörung von der fehlerhaften Aufzucht durch den Menschen verursacht wird. Demzufolge tritt es auch nicht ausschließlich bei männlichen Tieren auf.
Eine frühe Kastration des männlichen Lamas vor Eintritt der Geschlechtsreife kann zur Vermeidung des aggressiven Verhaltens führen, wobei der Zeitpunkt der Kastration umstritten ist. Ist das Tier extrem aggressiv, kann auch eine Einschläferung notwendig werden.